# Zeitbank
Eine Zeitbank ist eine meist lokale Vereinigung zur Erbringung gegenseitiger Leistungen auf Grundlage einer geldlosen Tauschwirtschaft. Sie stellt eine organisierte Form gegenseitiger Hilfe dar. Eine Zeitbank kann entweder ähnlich wie bei einem Tauschkreis einen zeitnahen Tausch von Dienstleistungen ermöglichen (A) oder zum Ansparen eines Altersvorsorgeguthabens mit zeitversetztem Bezug von Leistungen dienen (B).

## Prinzip

### Allgemein
Im Gegensatz zur üblichen, „spontanen“ gegenseitigen Hilfe wie beispielsweise der Nachbarschaftshilfe werden Erbringung und Inanspruchnahme von Dienstleistungen durch Zeitbanken formal organisiert. Obwohl dem Tauschhandel von Tauschkreisen ähnlich, schließen einige Zeitbanken den Handel mit Waren aus und beschränken sich auf den Tausch von persönlich zu erbringenden Diensten.
Die Zeitbank stellt dabei ein Austauschsystem von Dienstleistungen ohne Geldvergütung bzw. ohne Gewinnabsicht dar. Maßstab („Währung“) für die Verrechnung von Leistungen ist allein die aufgewandte bzw. in Anspruch genommene Zeit, unabhängig vom Inhalt oder Ergebnis der Dienstleistung. Erbrachte Leistungen werden einem Dienstleister auf dessen „Zeitkonto“, ähnlich wie bei einem Bankkonto, gutgeschrieben; das Konto des Leistungsempfängers wird mit einem entsprechenden negativen Betrag („Zeitschuld“) belastet.

### A) Zeitnaher Tausch
Hat ein Mitglied Leistungen empfangen, gewährt es die Gegenleistung in der Regel nicht dem Dienstleister zurück, sondern kann diese gegenüber anderen Mitgliedern derselben Zeitbank erbringen. Die Belastung muss durch zu erbringende Dienste ausgeglichen werden, Ziel ist hierbei ein ausgeglichenes Zeitkonto. Geld ist meist nur für die Vergütung von „dokumentierten Spesen zugelassen, deren Rahmen im vorhinein zwischen beiden Parteien geklärt werden soll“.

### B) Zeitversetzte Leistungen
Die Ideen zur Zeitvorsorge stammen aus Japan (Fureai Kippu), wo solche Systeme seit Jahrzehnten erfolgreich funktionieren. Der Grundstein für Zeitbanken wurde dort bereits 1950 gelegt. Mittlerweile ist es das größte Pflegesystem der Welt, mit ca. 1,7 Millionen angesparten Zeitstunden. Es gibt Zeitbanken in mehr als 30 Ländern, alleine in den USA sollen es ca. 500 sein.
Leistungen zur eigenen Altersvorsorge werden zuerst erbracht und bei der Zeitbank als Guthaben angespart. In solchen Zeitvorsorgesystemen werden hauptsächlich Leistungen für ältere Bedarfsträger erbracht. In der Anfangsphase einer derartigen Zeitbank erhalten hilfsbedürftige ältere Personen diese Leistungen gratis, weil sie noch nicht in der Lage waren, für sich im betreffenden System Guthaben anzulegen. Überwiegend ausgeglichene Zeitkonti sind erst über einen längeren Zeitraum zu erreichen. Deshalb ist eine geeignete Trägerschaft für diese Form von Zeitbanken wichtig. Man unterscheidet zwischen Zeitbanken mit oder ohne Garantie. Mehrere Zeitbanken ohne Garantie sind in der Schweiz als Genossenschaften "KISS" organisiert. Eine Zeitbank mit Garantie hat eine Trägerschaft, welche zukünftige Leistungen aus Zeitgutschriften auch nach Jahren gewährleistet, falls in Zukunft nicht ausreichend freiwillige Leistungserbringer teilnehmen. Eine derartige Trägerschaft muss die dafür notwendigen finanziellen Mittel bereitstellen. Ist eine Geschäftsstelle zur Vermittlung der Dienstleistungen vorhanden, so fallen Kosten an. Die Stadt St. Gallen in der Schweiz betreibt eine Zeitbank, deren entsprechende Garantie und Betriebskosten von der Stadt geleistet werden. Neben städtischen Einrichtungen, wie z. B. in St. Gallen, gibt es auch private Einrichtungen, die mit einer Zeitbank arbeiten. Der Aachener Nachbarschaftsring Öcher Frönnde e.V. ist hierfür eines von vielen Beispielen. Die Kultur der Anerkennung für derartige Leistungen wächst. So hat die Initiatorin der Öcher Frönnde e. V. das Bundesverdienstkreuz verliehen bekommen.

## Verfahren

### Allgemein
Ein Mitglied lässt sich am Beginn kostenlos oder gegen eine kleine Gebühr (z. B. für eine Unfall- oder Haftpflichtversicherung) registrieren und gibt an, welche Dienste es anbieten will. Über eine Geschäftsstelle oder Datenbank wird sein Angebot gelistet und bei Bedarf abgefragt; der Dienstleister kann jedoch im Einzelfall entscheiden, ob er den Dienst zum gewünschten Zeitpunkt erbringen möchte.

### A) Zeitnaher Tausch
Bei tauschkreisähnlichen Zeitbörsen überwiegt die Vermittlung von Diensten über Datenbanken, weil die Mitglieder meistens in der Computertechnik bewandert sind und es sich um eine kostengünstige Lösung handelt.

### B) Zeitversetzte Leistungen
Die Vermittlung von Diensten erfolgt typischerweise über Organisationen wie der Geschäftsstelle der entsprechenden Zeitbank, Hilfsorganisationen und Kirchen.

## Dienste
Die von einer Zeitbank angebotenen Dienste sind inhaltlich zunächst ohne Einschränkung, sie ergeben sich allein aus den Fähigkeiten und Angeboten ihrer Mitglieder. Dabei sind jedoch Einschränkungen durch rechtliche Anforderungen (in Deutschland z. B. das Rechtsberatungsgesetz) zu beachten. Ausgeschlossen sind in der Regel medizinisch indizierte, ambulante Leistungen wie Pflegeleistungen, welche besondere Anforderungen stellen.

### Allgemein
Eine Auswahl typischer Angebote für beide Arten von Zeitbanken ist:
- Begleitung (zu Fuß, Rollstuhl, per Auto, zu Behördengängen, zum Einkaufen etc.)
- Entlastung pflegender Angehöriger
- kleinere Haus- und Handarbeiten, Heimwerkerarbeiten, Grab- und Gartenpflege
- Hilfe bei administrativen Aufgaben
- Gesellschaft leisten, Vorlesen, Hilfe bei der Körperpflege
- Tierpflege und Ausführen von Tieren

Weitere Leistungen, die weder über den Markt noch der klassischen Altenhilfe angeboten werden, sind:
- Sterbebegleitung (Schulung der Hilfeanbieter ist unerlässlich)
- einfachere Pflegeleistungen im Rahmen einer Rehabilitation in der poststationären Phase[5]

### A) Zeitnaher Tausch
Zusätzliche Angebote eher typisch für tauschkreisähnliche Zeitbörsen:
- Babysitten und Betreuung von Kindern
- Computerarbeiten, Nachhilfeunterricht

Zeitbanken können der Solidarität zwischen den Generationen dienen: Jeder bietet das an, was er gut kann. Sie bilden somit ein Zusatzangebot zur Steigerung der Lebensqualität. Zeitbanken gibt es in vielen deutschen Städten (Stand Februar 2022 gibt es etwa 74 Banken/Zeittauschringe in Deutschland, die über ihre Internetseiten identifiziert worden sind) oder auch in anderen Ländern wie bspw. Österreich. Hier existiert ein Dachverband mit ca. 30 Zeitbanken – Zeitbank 55+. Weiterhin können Zeitbanken zu "finanziellen Reboundeffekten" führen. Aus ihnen resultiert ein Kaufkraftgewinn, da Geld gespart und für andere Dinge ausgegeben werden kann. Die Zeitbanken füllen als Selbsthilfeökonomie eine Lücke an Leistungen, die staatlicherseits aus fiskalischen oder anderen Motiven nicht bereitgestellt werden, die bisher nicht marktfähig waren und die auch nicht vollständig von verwandtschaftlichen oder freundschaftlichen Netzwerken übernommen wurden.

## Dokumentarfilme
- Ilona Kalmbach, Sabine Jainski: Leistung zum Nulltarif? – Vom Wert der Sorge für andere. Reportage vom 2. Dezember 2021, Länge: 45 min., frei verfügbar bis zum 1. Januar 2023